# Barrage de Karaçomak
Le barrage de Karaçomak est un barrage en Turquie. La rivière de Karaçomak (Karaçomak Deresi ou Karaçomak Çayı) traverse la ville de Kastamonu et conflue, au nord-est de la ville, avec la rivière Daday Çayı sous-affluent du fleuve Kızılırmak.

## Sources
- (en) www.dsi.gov.tr/tricold/karacoma.htm Site de l'agence gouvernementale turque des travaux hydrauliques